# فلتر برس

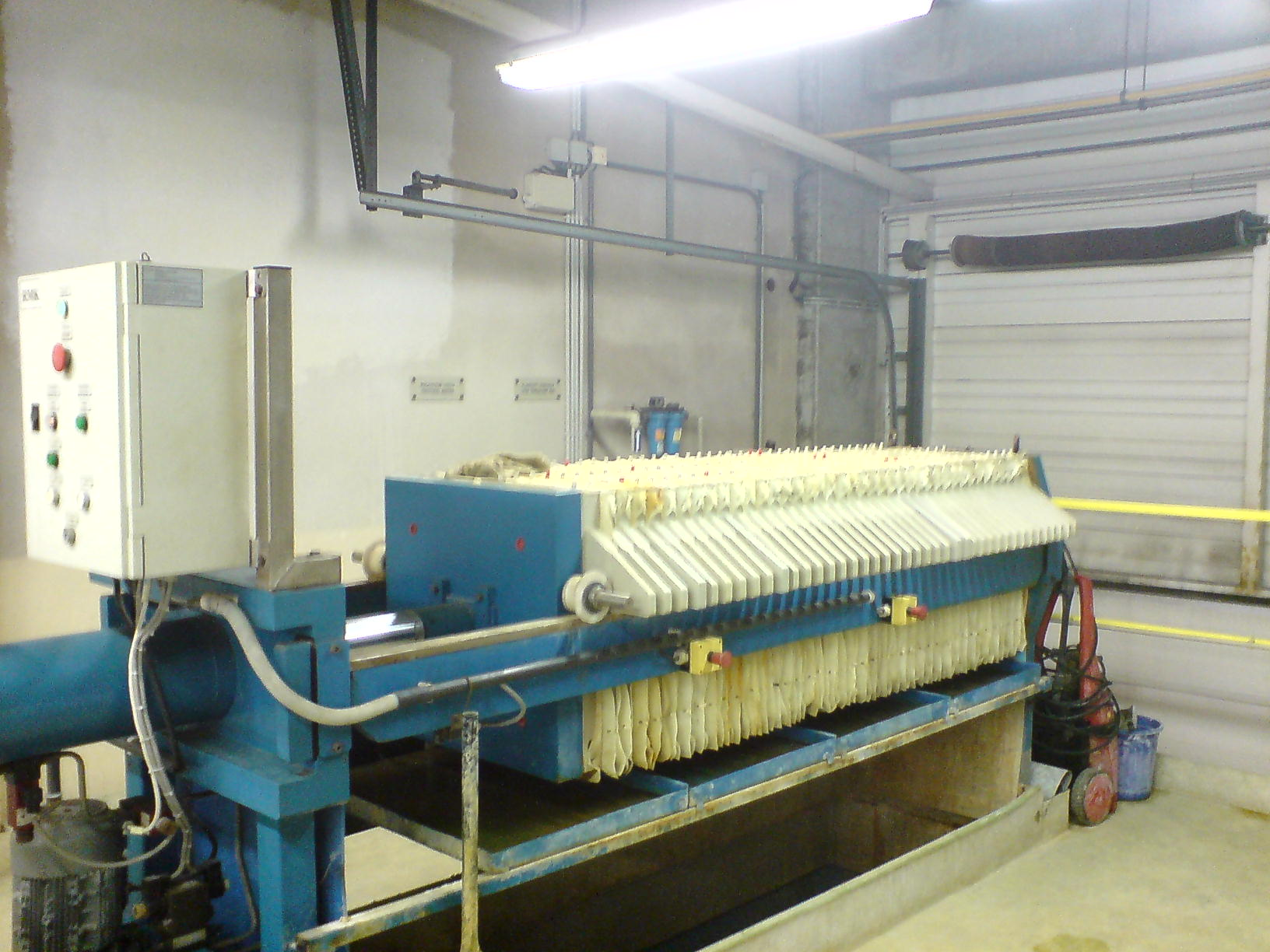
Industrial Filter press

المرشحات الصناعية في عملية الفصل، خاصة عملية فصل المواد الصلبة عن السائلة، تعتمد هذه العملية على مبدأ محرك الضغط، ومن جهة أخرى تستخدم مكابس الترشيح في مصانع الرخام من أجل فصل المياه عن الطين وإعادة استخدام المياه مرة أخرى في عملية قطع الرخام.

## مفهوم تكنولوجيا مرشحات التصفية
بشكل عام يحقن الدين الذي سيتم فصله في مرشحات التصفية وملء كل جزء من المرشحات، وبعد الانتهاء من ملئها يبدأ الضغط عليها داخل المرشحات ويخرج السائل من خلال أقمشة المرشح باستخدام الهواء المضغوط، ويعد استخدام المياه أكثر فاعلية من حيث التكلفة إذا أعيد استخدامه مرة أخرى  

## تاريخ المرشحات
أختُرع أول شكل من مرشحات التصفية في المملكة المتحد عام 1853 وكانت تستخدم في الحصول على زيت البذور من خلال استخدام الضغط، ولكن كان هناك العديد من العيوب بها مثل حاجتها لمتطلبات العمل العالية  في منتصف القرن العشرين بدأ تطوير تكنولوجيا مرشحات التصفية في اليابان عام 1958 على يد كينيشيرو كوريتا وسييتشي سووا، ونجحوا في تطوير أول نوع من المرشحات الأفقية لتحسين كفاءته وامتصاص الرطوبة 
وبعد تسع سنوات بدأت شركة كوريتا تطوير الحجاب الحاجز المرن لتقليل الرطوبة في كعك التصفية. ويتيح الجهاز الاستفادة المثلى من دورة الترشيح الأوتوماتيكية، وغسل القماش المرشح مما يؤدي إلى زيادة الفرص المتاحة لمختلف التطبيقات الصناعية. 

## أنواع مكابس الترشيح
هناك ثلاثة أنواع أساسية رئيسية من مكابس الترشيح وهي:
هيكل تصفية الإطار.
لوحة ومطابع تصفية الإطار مضخات الترشيح الأوتوماتيكية.

### هيكل تصفية الإطار
يعد هذا هو التصميم الأساسي، ويتكون من العديد من اللوحات والأطر التي تجتمع بالتناوب مع دعم من زوج من القضبان، ومضخة الطرد المركزي التي تضمن أن المواد الصلبة العالقة لا تستقر في النظام
داخل هذا النوع يوجد لكل من غرف الفصل الفردية، إطار مرشح واحد مجوف مفصول عن لوحتي تصفية بواسطة أقمشة المرشح. يتدفق الطين الذي تم إدخاله من خلال منفذ في كل إطار على حدة، وكلما تصبح عجينة المرشح أكثر سمكا، تزداد مقاومة الفلتر كذلك. لذا عندما تكون غرفة الفصل ممتلئة، يتم إيقاف عملية الترشيح
يتم تجميع المُرشح الذي يمر من خلال القماش في أنابيب جمع وتخزينها في خزان تصفية.

### مضخات الترشيح الأوتوماتيكية
تعمل تلك المضخات بنفس طريقة عمل المرشح اليدوي إلا أن العملية تتم بشكل أوتوماتيكي، حيث يتكون المرشح من لوحة أكبر ومطابع تصفية تتصل بلوحة التحول
ويعمل من خلال تحريك اللوحات والسماح بالتفريغ السريع للسائل، ويحتوي على ضاغط في لوحات التصفية يساعد على تحسين طريقة التشغيل. 

### لوحة ومطابع تصفية الإطار
تتكون لوحة المرشح من مربعات البولي بروبلين في حوالي 2 إلى 4 أقدام منها، وتشكيل 2 من تلك اللوحات معاً غرفة للضغط على الطين والترشيح من خلال بطانة فلتر القماش  

## تطبيقات
تستخدم فلاتر التصفية في مجموعة مختلفة من التطبيقات، بداية من نزع المياه من الطين، التعدين، تنقية بلازما الدم
يتم إنشاء تكنولوجيا فلاتر التصفية على نطاق واسع لتنقية الفحم واستعادة الترشيح في محطات إعداد الفحم. وفي عام 2013، نشرت جمعية التعدين ووالاستكشاف مقالا يسلط الضوء على هذا التطبيق، وقد ذكر أن استخدام المرشحات مفيد جدا لعمليات النبات، لأنه يوفر تحسين نوعية المياه وإزالتها لتكون متاحة لتنظيف المعدات
وتشمل الاستخدامات الصناعية الأخرى إزالة المياه من النفايات، واستعادة المياة الخرسانية الجاهزة، الانتعاش المركزى للمعدن، ونزح مياه الرماد المتطاير على نطاق واسع.
وترتبط بالمرشحات بالعديد من التطبيقات المتخصصة والتي تستخدم على نطاق واسع مثل إنتاج شراب القيقب في كندا، لأنه يوفر كفاءة عالية جدا. 

## الدورة الزمنية المثلى
النظم التقليدية في المرشحات يجب فيه أن تتوقف عملية الترشيح لتصريف السائل وإعادة تجميع الضغط مرة أخرى وهو ما يعد إهداراً للوقت، وعملياً يتم الحصول على أقصى معدل للترشيح عندما يكون وقت الترشيح أكبر من الوقت الذي تستغرقه الكعكة لتصريف السائل وإعادة الضغط  ومن المستحسن في المرشحات أن يكون حجم الجسيمات أكبر قدر ممكن لمنع انسداد المسام. 
في الوقت الحالي هناك لوحات تصفية مصنوعة من البوليمرات أو الصلب المغلفة مع البوليمر، وهي تعطي صرف جيد لفلتر الملابس. 

## فلتر وسط
مساحات القماش النموذجية يمكن أن تتراوح من 1 m2 أو أقل على نطاق المختبر إلى 1000 M2 في بيئة الإنتاج، على الرغم من لوحات يمكن أن توفر مناطق تصفية تصل إلى 2000 M2، يمكن أن تصل لوحة وضغط تصفية الإطار إلى 50 ملم من سمك الكعكة، ومع ذلك، فإنه يمكن تصل إلى 200 ملم للحالات القصوى. 
في بداية استخدام المرشحات في صناعة النفايات كان هناك إشكالية في الاعتماد على محطات المعالجة وأجهزة الطرد المركزي التي كانت أقل فعالية، ولكن الآن هناك العديد من التحسينات في تكنولوجيا التصنيع للمرشحات مما يوفر عمليات النقل والتكلفة الإجمالية للتخلص من النفايات في بعض الدول. 

## غسل المرشحات
هناك طريقتان ممكنتان للغسيل، وهما «الغسيل البسيط» و «الغسيل الشامل».
الغسل البسيط يتم من خلال تدفق السائل من خلال نفس القناة التي دخل فيها الطين بسرعة عالية. وهكذا يتم توسيع القنوات التي تُشكل باستمرار وبالتالي يتم الحصول على التنظيف غير المتكافئ عادة.
وتتمثل التقنية الأفضل في الغسل الدقيق الذي يتم فيه إدخال خمور الغسيل من خلال قناة مختلفة خلف قماش المرشح الذي يسمى ألواح الغسيل. فإنه يتدفق في الاتجاه المعاكس أولا ثم مع نفس اتجاه الترشيح. وعادة ما يتم التخلص من خمور الغسيل من خلال نفس قناة الترشيح. بعد الغسيل، يمكن إزالة الكعك بسهولة عن طريق تزويد الهواء المضغوط لإزالة السائل الزائد. 

## النفايات
تستخدم المرشحات الآن على نطاق واسع في العديد من الصناعات ولكنها تنتج أيضاً أنواع مختلفة من النفايات، ويمكن أن تتراكم النفايات الضارة مثل المواد الكيميائية السامة من صناعات الأصباغ.
وتكون متطلبات معالجة تلك النفايات مختلفة لأنها تحتاج إلى عملية تطهير ويمكن أن تسبب مخاطر صحية للعمال الذين يتعاملوا معها أو السكان المحليين.
تنتج المرشحات كمية كبيرة من النفايات لذلك يفضل التخلص منها عن طريق استصلاح الأراضي، أو عن طريق الحرق لتدمير الملوثات العضوية وخفض كتلة النفايات وعادة ما يتم ذلك في جهاز مغلق.

## المزايا والعيوب
تعد فلاتر الترشيح من أقدم أجهزة نزع المياه التي تعمل بالهواء، ويعد تحسين كفائتها ممكنة في العديد من التطبيقات حيث أن مكابس الترشيح الحديثة لها خصائص أفضل.
وعلى الرغم من التحسينات الميكانيكية التي تم إجراؤها إلا أنها لا تزال تعمل على نفس المفهوم الذي بدأت به لأول مرة.
وعادة ما تستخدم مكابس الترشيح لتصفية المياه الصلبة الصلبة في مصانع معالجة المعادن. 

## التطور الحالي
في المستقبل، فإن متطلبات السوق لصناعة الترشيح الحديثة سوف تصبح أكثر دقة، وخاصة في أغراض إعادة تدوير المواد، وتوفير الطاقة، وتلبية المطالب المتزايدة على في نزح المياه.
لذلك، فإن الاتجاه في زيادة الضغط لمرشح تصفية التلقائي سوف تستمر في التطور في المستقبل.
طريقة عمل فلتر الضغط
يعتمد عمل فلتر الضغط في الأساس على فصل المواد الصلبة عن السائلة لاستخدامها مرة أخرى في بعض الحالات.
يعتمد محرك الضغط على تصفية المواد السائلة بعد فصله، وتتبع مصانع الرخام هذه الطريقة في فصل المياه عن الطين لاستخدامها مرة أخرى
ينقسم فلتر الضغط إلى 3 أنواع:
تجويف الإطار
لوحة مكابس الترشيح لوحة مكابس ترشيح الفلتر.